# ديفيد بيلشر
ديفيد بيلشر (بالإنجليزية: David Belcher)‏ هو مجدف أسترالي، ولد في 6 يناير 1967 في بينولا في أستراليا.

## وصلات خارجية
- ديفيد بيلشر على موقع الاتحاد الدولي للتجديف (الإنجليزية)
- ديفيد بيلشر على موقع اللجنة الأولمبية الدولية (الإنجليزية)
- ديفيد بيلشر على موقع أوليمبيديا (الإنجليزية)
- ديفيد بيلشر على موقع اللجنة الأولمبية الأسترالية (الإنجليزية)